# Korubo
Pour l’article homonyme, voir Korubo (peuple).
Le korubo  est une langue panoane parlée en Amazonie brésilienne, dans l'État d'Amazonas.
Les Korubo, dont le nombre est estimé à 400 ou 500 personnes, sont hostiles aux autres populations, amérindiennes comme non-amérindiennes.